# Tabanus serus
Tabanus serus är en tvåvingeart som beskrevs av Walker 1862. Tabanus serus ingår i släktet Tabanus och familjen bromsar. Inga underarter finns listade i Catalogue of Life.